# Sotalia fluviatilis
Tucuxi, cunoscut și sub denumirea de delfini gri și delfini ai râului Guianian, sunt delfini care trăiesc exclusiv în bazinele Amazonului și ale râului Orinoco și se crede că sunt endemici pentru această regiune din America de Sud. Cele mai apropiate rude vii ale Tucuxis sunt Costeros, delfini care trăiesc în apele superficiale de-a lungul Coastei Atlantice din America de Sud. Totuși, Tucuxis este simpatic cu delfinii râului Amazon din familia Iniidae. Cuvântul tucuxi este derivat din cuvântul tuchuchi-ana din limba tupi a unei populații indigene din Brazilia și a fost adoptat ca nume comun al speciei. În ciuda faptului că se găsește în locații geografice similare cu cele ale delfinilor de râu „adevărați”, cum ar fi boto, tucuxi nu este strâns legat de ei din punct de vedere genetic. În schimb, este clasificat în familia delfinilor oceanici (Delphinidae).
Din punct de vedere fizic, specia seamănă cu delfinii cu bot, dar diferă suficient pentru a fi plasată într-un gen separat, Sotalia. Delfinul din Guyana (Sotalia guianensis), un delfin înrudit prezent în mediile de coastă și estuare și grupat anterior împreună cu tucuxi, a fost recent recunoscut ca o specie distinctă.